# 岩田匡治
岩田 匡治（いわた まさはる、1966年10月26日 - ）は、ゲームミュージックの作曲家。東京都出身。

## 略歴
高等学校卒業後、1985年にボーステック株式会社にアルバイトとして入社し、『爆走バギー一発野郎』のED曲でデビュー。1990年に同社がクエストに再編された際、正社員となる。盟友の崎元仁とは、1988年の夏コミで発売された同人ソフト「REVOLTER」の制作中に知り合い、以来、オウガシリーズなどを合作で世に出してきた。1991年にクエストを退社、以降はフリーで作曲活動を続けた後、2002年10月4日に崎元仁や並木学らと共にベイシスケイプを設立。2017年にベイシスケイプを退社。

## 代表作
- 爆走バギー一発野郎（1985/X1/ボーステック） - エンディング曲のみ
- レリクス 暗黒要塞（1987/FC/ボーステック）
- ファンタジーゾーン（ファミコン版）（1987/FC/サン電子） - 効果音、ドライバ
- スターシップランデブー（1988/PC-88/スキャップトラスト）
- REVOLTER（1988/PC-88/A.S.C.G）  - 同人ソフト。崎元仁と共作。
- マイト＆マジック（ファミコン版）（1990/FC/学習研究社）
- ラッシュアップ （1990/FC/ビスコ）
- ムサシの冒険（1990/FC/シグマ商事）
- 魔天童子（1990/FC/クエスト）
- ダンジョンキッド（1990/FC/クエスト）
- キングブリーダー（1991/PC-88/双葉社）
- オーバーホライゾン（1991/FC/HOT-B）
- ウエスタンキッズ（1991/FC/ビスコ）
- アメリカ横断ウルトラクイズ　史上最大の戦い（1991/FC/TOMMY）
- ロボッ子ウォーズ（1991/FC/IGS）
- 紫禁城（1991/FC/東映動画）
- ヴェリテックス（1991/メガドライブ/アスミック）- 崎元仁と共作。
- マジカルチェイス（1991/PCE/パルソフト）
- ゴリラーマン（1993/FC/ヨネザワ）
- うしおととら（1993/FC/バンダイ）
- ガントレット（メガドライブ版）（1993/メガドライブ/テンゲン） - 崎元仁と共作。
- 伝説のオウガバトル（1993/SFC/クエスト）
- 疾風魔法大作戦（1994/AC/エイティング） - 崎元仁と共作。
- タクティクスオウガ（1995/SFC/クエスト）
- トレジャーハンターG（1996/SFC/スクウェア) - 数曲のみ担当。
- ブラッディロア（1997/AC/エイティング） - 本山淳弘と共作。
- ファイナルファンタジータクティクス（1997/PS/スクウェア）
- バロック（1998/SS/スティング）
- オウガバトル64（1999/N64/任天堂）
- 神機世界エヴォリューション（1999/DC/スティング）
- シャドウハーツ（2001/PS2/アルゼ） - マニピュレーター
- タクティクスオウガ外伝 The Knight of Lodis（2001/GBA/任天堂）
- でじこミュニケーション2 打倒!ブラックゲマゲマ団（2004/GBA/ブロッコリー）
- 虫姫さま（2004/AC/ケイブ）- 並木学と共作。
- ステラデウス（2004/PS2/アトラス） - 崎元仁と共作。
- ウィザードリィ・外伝 ～戦闘の監獄～（2005/WIN/タイトー）
- モンスターキングダム・ジュエルサモナー（2006/PSP/SCE） - 細江慎治らと共作。
- ファイナルファンタジーXII（2006/PS2/スクウェア・エニックス） - 数曲のみ担当。
- ファンタジーアース ゼロ （2006/WIN/スクウェア・エニックス）- 崎元仁と共作。
- RIZ-ZOAWD（2008/DS/D3パブリッシャー） - 崎元仁、阿部公弘と共作。
- タクティクスオウガ 運命の輪（2010/PSP/スクウェア・エニックス） - 崎元仁と共作。